# French Open 2007/Herrendoppel-Rollstuhl
Das Herrendoppel (Rollstuhl) der French Open 2007 war ein Rollstuhltenniswettbewerb in Paris und fand vom 6. bis zum 8. Juni statt.
Es war die erste Austragung dieses Wettbewerbs bei den French Open.

## Setzliste
| Nr. | Paarung                           | Erreichte Runde |
| --- | --------------------------------- | --------------- |
| 01. | Shingo Kunieda Satoshi Saida      | Finale          |
| 02. | Stéphane Houdet Michaël Jeremiasz | Sieg            |

## Ergebnisse
Zeichenerklärung
- Q = Qualifikant
- WC = Wildcard
- LL = Lucky Loser
- ITF = qualifiziert über ITF-Ranking
- ALT = alternate (Ersatz)
- PR = Protected Ranking
- SE = Special Exempt
- r = retired (Aufgabe)
- d = Disqualifikation
- w.o. = walkover
- [ ] = Match-Tie-Break

|  | Halbfinale | Halbfinale                        | Halbfinale | Halbfinale | Halbfinale |  |  | Finale | Finale                            | Finale | Finale | Finale |
|  |            |                                   |            |            |            |  |  |        |                                   |        |        |        |
|  |            |                                   |            |            |            |  |  |        |                                   |        |        |        |
|  | 1          | Shingo Kunieda Satoshi Saida      | 6          | 6          |            |  |  |        |                                   |        |        |        |
|  |            | Robin Ammerlaan Martin Legner     | 3          | 3          |            |  |  |        |                                   |        |        |        |
|  |            |                                   |            |            |            |  |  | 1      | Shingo Kunieda Satoshi Saida      | 64     | 1      |        |
|  |            |                                   |            |            |            |  |  | 2      | Stéphane Houdet Michaël Jeremiasz | 7      | 6      |        |
|  |            | Tadeusz Kruszelnicki Ben Weekes   | 4          | 5          |            |  |  |        |                                   |        |        |        |
|  | 2          | Stéphane Houdet Michaël Jeremiasz | 6          | 7          |            |  |  |        |                                   |        |        |        |
|  |            |                                   |            |            |            |  |  |        |                                   |        |        |        |